# Аймо (кинокамера)
Аймо (англ. Eyemo), другое название «Белл-Хауэлл» модель 71 — хроникальный киносъёмочный аппарат, предназначенный для немой съёмки с рук на 35-мм киноплёнку в классическом формате. Выпускался американской компанией «Белл-Хауэлл» (англ. Bell & Howell) в Чикаго, и стал основным инструментом кинодокументалистов антигитлеровской коалиции во время Второй Мировой войны. В СССР заводом «Ленкинап» выпускались копии аппарата под названиями «КС-4» и «КС-5».

## Особенности
Метражная камера «Аймо», созданная в 1925 году, произвела революцию в кинематографе, впервые дав кинооператорам возможность съёмки с рук из любого положения, и не уступая в удобстве новейшим малоформатным фотоаппаратам. Этот аппарат на протяжении десятилетий оставался самым компактным при ёмкости кассеты 100 футов (30,5 метров) киноплёнки, вмещавшей более минуты материала при стандартной частоте киносъёмки. По этому параметру «Аймо» превосходил более ранний «Кинамо» с 25-метровой кассетой. Благодаря уникальным свойствам камера стала незаменимой для кинохроники, особенно военной, и прошла несколько войн от гражданской в Испании до вьетнамской.
Во всём мире выпущено множество копий камеры, конструкция которой на несколько десятилетий стала основой при проектировании более современной аппаратуры. В 1938 году налажено производство советских аналогов «КС-4» и «КС-5», ставших основными хроникальными камерами на киностудиях страны и фронтах Великой Отечественной войны. Советские камеры почти ничем не отличались от своего прототипа, поэтому операторы по привычке называли их «Аймо». Позднее на их основе разработана «КС-50Б», выпускавшаяся до 1954 года.
Благодаря простоте и компактности «Аймо» до сегодняшнего дня используется в профессиональном кинематографе при трюковых съёмках, когда камера может быть уничтожена при падении или столкновении. В блокбастере «Пёрл Харбор» ряд сцен, имитирующих кинохронику, был снят такой камерой, одновременно попавшей в кадр в руках погибшего кинооператора.
Некоторые мастерские за рубежом дополнительно оснащают аппараты телевизиром, стабилизированным электроприводом, и современными байонетами (F, Arri PL, Panavision-PV или BNCR) для распространённой оптики. Кроме того, камера может использоваться для цейтраферной съёмки со специальным покадровым приводом.

## Конструкция
При проектировании аппарата её создатели впервые отказались от ящичной формы корпуса, который стал повторять очертания лентопротяжного механизма и отливался из лёгкого алюминиевого сплава. «Аймо» стала первой камерой, оснащённой приставной рукояткой и допускающей работу без штатива. Визирование осуществлялось через телескопический видоискатель со встроенным уровнем, а фокусировка — по метражным шкалам, нанесённым на оправах объективов. Выпускались несколько основных модификаций камеры. Первые из них 71-A и 71-K оснащались одним съёмным объективом Taylor Hobson 2,5/47, а в 1929 году появилась самая массовая версия 71-Q с револьверной головкой, в которую одновременно устанавливались три объектива разных фокусных расстояний из штатного комплекта оптики. Модель 71-Z с одним объективным гнездом выпускалась специально для военно-воздушных сил, а армейская турельная версия носила название PH-330G. Американской авиационной кинокамере соответствовал советский «АКС-1» Красногорского механического завода с откидной рукояткой привода и дополнительным коллиматорным визиром. Согласование поля зрения визира однообъективных версий происходило при помощи сменных рамок на поворотном диске, а модель 71-Q оснащалась револьверным телескопическим видоискателем, механически сопряжённым с турелью. В советской копии с одним объективодержателем в поле зрения визира наносились несколько рамок для разных фокусных расстояний.
Транспортировка киноплёнки осуществлялась односторонним двухзубым грейфером без контргрейфера, и двумя зубчатыми барабанами: тянущим и задерживающим. Механизм приводился в движение пружинным приводом, полного завода которого хватало на протяжку 12—15 метров киноплёнки (20—28 секунд непрерывной съёмки). Кроме пружинного могли использоваться электропривод или приводная рукоятка, но среди операторов они не пользовались популярностью. Дисковый однолопастный обтюратор с постоянным углом раскрытия 160° при частоте съёмки 24 кадра в секунду обеспечивал выдержку 1/54 секунды.
Частота киносъёмки стабилизируется при помощи центробежного регулятора и может изменяться вручную в диапазоне 8—32 кадров в секунду. Перезарядка аппарата производилась на свету за счёт металлических катушек со светозащитными боковинами. В США выпускалась киноплёнка на таких одноразовых бобинах специально для «Аймо», а советские операторы наматывали каждый рулон самостоятельно. Поздние модификации аппарата допускали установку внешней кассеты ёмкостью 120 метров. Камера непригодна для синхронной съёмки из-за высокого уровня шума, издаваемого при работе механизма, а также из-за нестабильности частоты киносъёмки, характерной для пружинного привода.
По сравнению с германским аналогом «Arriflex 35», использовавшимся с противоположной стороны фронта Союзников, главными недостатками «Аймо» были отсутствие зеркального обтюратора и небольшая продолжительность непрерывной съёмки. Однако, американская камера была более неприхотлива и не требовала капризных аккумуляторов для электропривода. В боевой обстановке простота управления и надёжность были важнее других достоинств. В мирной жизни больше перспектив оказалось у немецкой системы, ставшей основой для целой линейки кинокамер.

## Интересные факты
- В фильме «Тегеран-43» отечественная камера «КС-50Б» снялась в роли «Аймо» в эпизоде подготовки покушения[7]. В ней террорист прятал пистолет.
- Бленда объектива 75 мм из штатного комплекта оптики вмещала 40 граммов спирта и служила походной рюмкой[14][1].